# داده ارتباطی
داده ارتباطی (که گاهی منظور از آن، داده یا فراداده ترافیکی است) بر اطلاعات ارتباطی تمرکز دارد.
داده ارتباطی بخشی از یک پیام است که باید جدا از محتوای آن در نظر گرفته شود. این داده، شامل اطلاعات فرستنده، گیرنده، مسیر، تاریخ و ساعت، حجم، مدت زمان، یا نوع سرویس مورد استفاده است.